# Noga človeka
Noga človeka je v anatomiji človeka opredeljena kot  spodnja okončina (membrum inferius), ki obsega stegno, koleno, golen in stopalo.